# Tewfik Saleh
Tewfik Saleh (àrab: توفيق صالح, Tawfīq Ṣāliḥ) (Alexandria, 27 d'octubre de 1926 - el Caire, 18 d'agost de 2013) va ser un director de cinema i escriptor egipci. El seu nom també s'ha escrit com Tawfik Saleh i Tewfiq Salah.

## Biografia
Saleh va néixer el 27 d'octubre de 1926 a Alexandria. Tot i que el seu pare estava en contra del seu interès pel cinema, encara considerava que les pel·lícules eren el seu principal interès. El 1949 es va graduar al Victoria College d'Alexandria. Va morir el 18 d'agost de 2013 al Caire.
La seva primera pel·lícula fou Fools' Alley (1955), coescrita per Naguib Mahfouz. També ha dirigit Sirâ’el abtâl (1962) i El Moutamarridoun (1968), entre d'altres.

## Filmografia selecta
- Sirâ’el abtâl (1962)
- Sayed al-Bolti (1969)
- Al-makhdu'un (1973)
- Al-ayyam al-tawila (1980)